# يوسف تسفي هاليفي
يوسف تسفي هاليفي (بالعبرية: יוסף צבי הלוי) (1874 – 13 مارس 1960) كان حاخاماً إسرائيلياً ورئيساً للمحكمة الحاخامية في تل أبيب ويافا.
حصل على جائزة إسرائيل في الأدب الحاخامي في عام 1958.

## حياته
ولد في سلابودكا في عام 1874 في ليتوانيا التي كانت جزءا من الإمبراطورية الروسية، وكان ابن الحاخام أفراهام هاليفي. ورُسم حاخاماً من مدرسة سلابودكا الدينية.
وهاجر بدون عائلته إلى فلسطين تحت الحكم العثماني في بدايات عام 1891، وبعد وقت قصير تزوج بابنة الحاخام نفتالي هيرتس هاليفي، كبير حاخامات يافا. وفي عام 1894 انتقل إلى القدس، لكنه عاد إلى يافا في عام 1897.
عُيِّن لاحقا رئيسا للمحكمة الدينية (بيت الدين) في تل أبيب.  

## جوائز
- حصل على جائزة إسرائيل في الأدب الحاخامي في عام 1958.[4]